# Laxmannia omnifertilis
Laxmannia omnifertilis är en sparrisväxtart som beskrevs av Gregory John Keighery. Laxmannia omnifertilis ingår i släktet Laxmannia och familjen sparrisväxter. Inga underarter finns listade i Catalogue of Life.